# Manyoshu

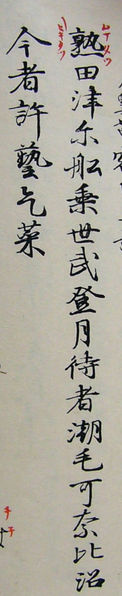
Nukata no Ōkimi, een kopie van het eerste volume

De “Manyōshū” (万葉集, Manyōshū, te vertalen als  “Verzameling van tienduizend bladeren”) is de oudste collectie van Japanse gedichten in de Japanse geschiedenis. De bloemlezing is gecompileerd rond het jaar 759 tijdens de Naraperiode. Het is de enige Japanse bloemlezing van poëtische vruchten van het hele volk, omdat de kloof die later de aristocratie van het gewone volk scheidde, nog niet zo groot was.
De titel kan echter ook geïnterpreteerd worden als “Verzameling van tienduizend tijdperken”.

## Het tot stand komen van de Manyōshū
In tegenstelling tot latere Japanse bloemlezingen kwam de Manyōshū niet tot stand op keizerlijk bevel, maar als privé-initiatief. Vermoedelijk gaf een aristocratische mecenas aan enkele dichters de opdracht om de beste gedichten in één collectie te verzamelen. 
Veel mensen aanvaarden Otomo no Yakamochi als samensteller of de laatste uit een reeks van samenstellers, maar historici zijn hierover verdeeld.

## Kenmerken
De bloemlezing is samengesteld uit twintig boeken waarin meer dan vierduizendvijfhonderd gedichten verwerkt zijn.

### Thema’s
De opbouw van de Manyōshū is gebaseerd op de indeling van Chinese bundels, en heeft drie grote thema’s:
- Sōmonka, 相聞歌: elegische verzen met als onderwerp de dood van een keizer of een dierbare.
- Banka, 挽歌: liefdesgedichten met voornamelijk uitwisselingen van liefde en verlangen.
- Zōka, 雑歌: diverse onderwerpen waarbij de natuur, jacht en reisverlangen voornamelijk aandacht kregen.

De natuur was van de zōka het meest geliefd bij de dichters. Het was prominent aanwezig en werd niet alleen gebruikt als decor, maar ook als uiting van eerbied voor de schoonheid van de natuur. Deze traditie stamde uit het shintō.

### Perioden
De gedichten zijn opgedeeld in vier perioden. 
In de vroege periode zijn de gedichten verzameld die hun oorsprong vonden in de legendarische tijden, die begonnen vanaf de regeerperiode van keizer Yūryaku (regeerperiode van 456 tot 479). Verder zijn hierbij ook de gedichten verzameld uit de regeerperioden van keizer Yōmei (regeerperiode van 585 tot 587), keizer Saimei (regeerperiode van 594 tot 661) en keizer Tenji (regeerperiode van 668 tot 671).
In de tweede periode, rond het einde van de zevende eeuw, lag de focus op de populaire dichter Kakinomoto no Hitomaro.
De derde periode bracht de gedichten bijeen vanaf het jaar 700 tot ongeveer 730. Het omvatte de gedichten van Yamabe no Akihito, Otomo no Tabito en Yamanoue no Okura.
Bij de laatste periode, de tijdsperiode tussen 730 en 760, ligt de focus op de dichter Otomo no Yakamochi, die de gedichten bijeenbracht.

## Soorten gedichten
Omdat in het Japans alle lettergrepen op een klinker eindigen waarbij er geen onderscheid bestaat tussen beklemtoonde/onbeklemtoonde of lange/korte lettergrepen hanteerden de dichters een metrisch schema dat gebaseerd was op een aantal basislettergrepen in plaats van rijm. Hieronder staan een aantal vormen en kenmerken van de gebruikte metrische schema's.

### Tanka (短歌)
Een tanka is samengesteld uit 31 lettergrepen, ingedeeld in 7 versregels. De eerste 3 versregels zijn geconstrueerd uit 5 – 7 – 5 lettergrepen en zijn ook bekend als de kami-no-ku of de bovenste zin. In de volgende 2 versregels van 7 lettergrepen is de eigen interpretatie van de dichter verwoord. Deze 2 laatste regels zijn ook bekend als shimo-no-ku of de onderste zin. Kenmerkend voor de tanka is de aanwezigheid van het seizoenswoord of kigo (季語).

### Chōka (長歌)
Ook een chōka begint met 3 regels met 5 – 7 – 5 lettergrepen. Deze worden, anders dan bij een tanka opgevolgd door een onbepaald aantal regels van 5 -7 lettergrepen. De dichter bepaalt zelf de lengte van het gedicht. Het gedicht wordt afgesloten met een 7 – 7 patroon. Of met (meer dan ) één tanka. De langst bewaarde chōka is opgebouwd uit 151 versregels.

### Bussokusekika (仏足石歌)
Bussokusekika zijn gedichten die zijn opgebouwd uit een patroon van 6 regels van 5 – 7 – 5 – 7 – 7 – 7 lettergrepen. Deze gedichten zijn gegraveerd zijn op het stenen monument ‘De voet van Boeddha’ in de Yakushi tempel in Nara.

### Renga (連歌)
Een renga is een samengesteld gedicht, bestaande uit meerdere onder elkaar geplaatste tanka's. Kenmerkend is ook dat een renga geschreven is door meerdere dichters.

## Specifiek woordgebruik
De dichters, die zoals eerder vermeld,  geen gebruik maakten van rijm, waren heel creatief met de hantering van alliteratie, parallellisme en specifiek woordgebruik. Zoals: 

### Kakekotoba (掛詞), een spilwoord
Dit is een van de stijlfiguren die de dichters hanteerden bij een tanka. Hierbij gebruikte ze de fonetische uitspraak van een groep karakters om verschillende interpretaties te suggereren. Om de dubbele betekenissen extra in de verf te zetten, schreven ze het gedicht in hiragana. Het aantal dat in de Manyōshū teruggevonden is, is echter beperkt.

### Makurakotoba (枕詞), letterlijk vertaald als “hoofdkussenwoord”
Deze stijlfiguur gebruikten de dichters ook in een tanka en is in vergelijking met de kakekotoba meer teruggevonden in de Manyōshū. Hierbij kozen de dichters voor een woord dat ze voor een specifiek woord plaatsten. Door deze plaatsing moest het een bepaalde toon en gevoel aan het woord ervoor geven. Dit is te vergelijken met de versierende adjectieven, waarbij het adjectief door een klank, zintuiglijk gevoel, beeld enzovoort het substantief extra betekenis gaf.

## Belangrijke auteurs
Aangezien de kloof die later de aristocratie van het gewone volk scheidde nog niet zo groot was, waren de auteurs afkomstig van verschillende soorten sociale klassen. Hierdoor is de bloemlezing een verzameling van werken geschreven door boeren, kooplui, handelaars, keizerlijke familie …
Van alle auteurs zijn er slechts 450 bekend en is een groot deel anoniem gebleven. Onder de bekende auteurs zijn ook vrouwelijke dichters. Waar de mannen in het Chinees schreven, dichtten de vrouwen in hiragana.

### Ono no Komachi (小野 小町, ca. 825 – ca. 900)

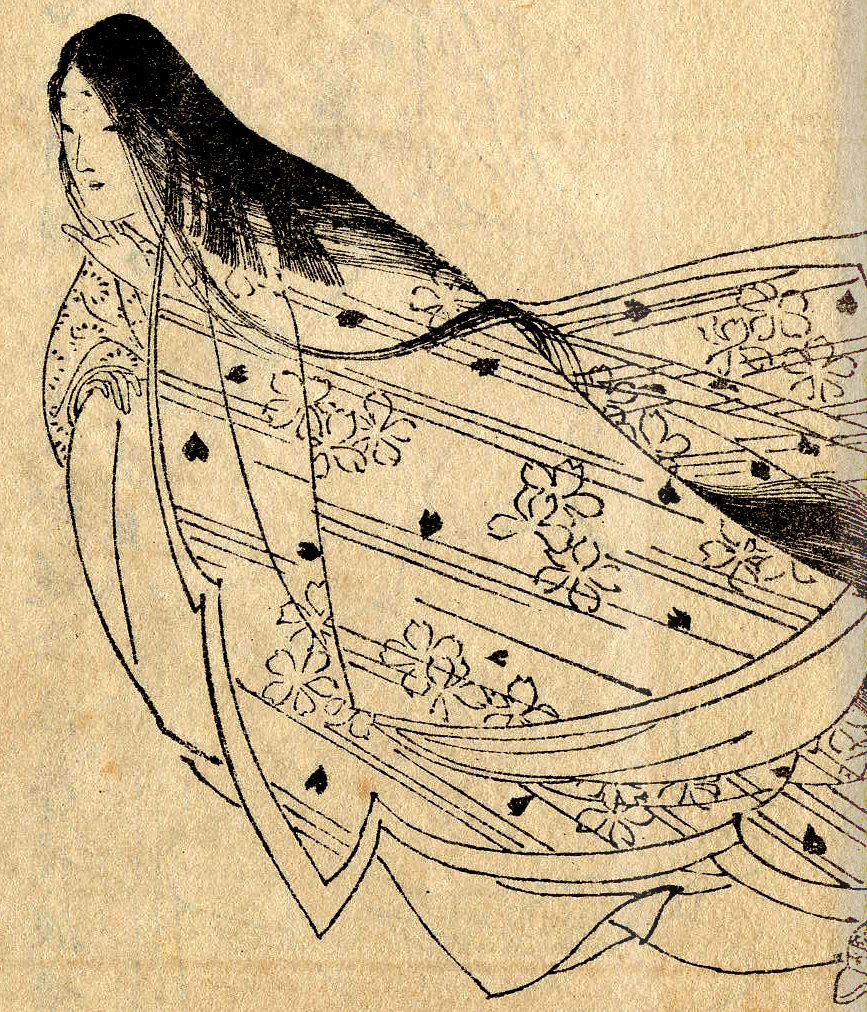
Ono no Komachi getekend door Kikuchi Yōsai

Ono no Komachi was een van de bekendste vrouwelijke dichters van de Manyōshū. Over haar leven is niet veel bekend, behalve uit legendes. Ze schreef tanka en deze hadden meestal passionele liefde, eenzaamheid en angst als thema. Door deze terugkerende thema’s gaan de meeste legenden over haar liefdesleven.
Ono no Komachi is samen met vijf andere dichters uit het midden van de negende eeuw opgenomen in het groepje van de Rokkasen ( 六歌仙, letterlijk vertaald als “de zes onsterfelijke dichters”). Later noteerde Fujiwara no Kintō haar bij de Sanjūrokkasen (三十六歌仙, letterlijk vertaald als “de zesendertig onsterfelijke dichters”), een groepje van Japanse dichters uit de Nara, Asuka en Heian periode.

### Yamanoue no Okura (山上憶良, 660 – 733)
Over Yamanoue no Okura’s leven is niet veel bekend. Wel weten we dat hij in 701 meeging met een gezantschap naar China en in 707 terug keerde naar Japan. Zijn verblijf in China en de kennismaking met de theorieën van Confucius hebben zijn gedichten sterk beïnvloed.
Kenmerkende onderwerpen in zijn gedichten, zijn kinderen en de gewone mens.

### Yamabe no Akahito (山部赤人, 700 – 736)

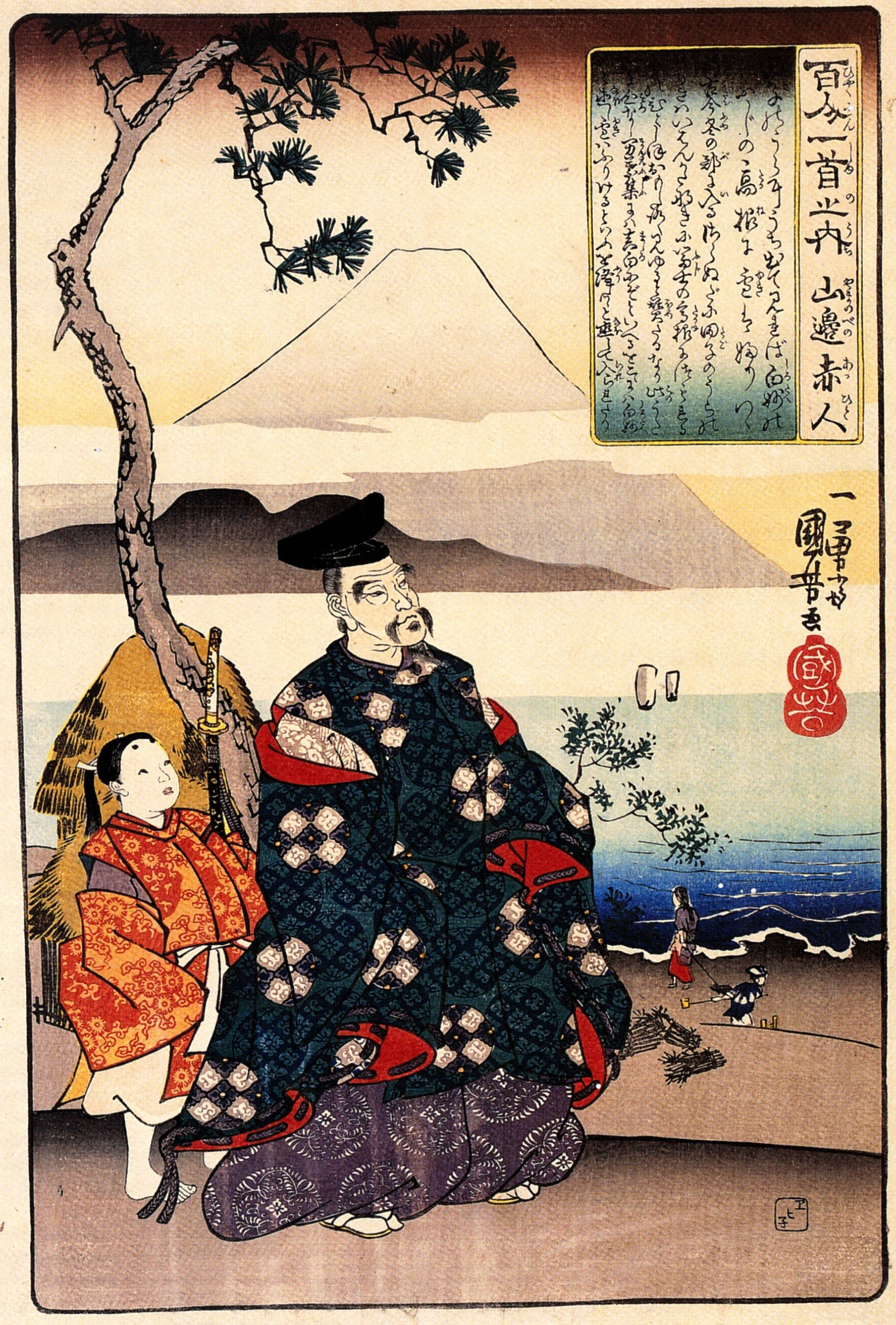
Utagawa Kuniyoshi, Yamabe no Akahito

Yamabe no Akahito is algemeen bekend om zijn natuur- en landschapsgedichten, waarbij hij aandacht had voor de alledaagse en simpele natuur. Zo beschreef hij geen reusachtige bergen of vulkanen, maar de Kaguyama, een heuveltje van slechts 148 meter hoog. Hij was een van de eerste professionele dichters van Japan.
Net zoals Ono no Komachi is hij opgenomen in de Sanjūrokkasen.

### Kakinomoto no Hitomaro (柿本人麻呂, ca. 662 – 710)
Kakinomoto no Hitomaro’s werken zijn het meest prominent aanwezig in de Manyōshū. In totaal zijn er vierhonderdvijftig gedichten van hem opgenomen, waaronder ongeveer twintig chōka. Er zijn twee belangrijke thema’s terug te vinden.
Vooraleerst schreef Kakinomoto no Hitomaro als poëet aan het hof in opdracht van edellieden. Hierbij waren elegieën over de dood van leden van het keizershuis talrijk en bezong hij zonder het geringste voorbehoud het lof van de keizerlijke familie. Door zijn retorische verheerlijking van het keizerschap kregen zijn verzen een rituele dimensie. Hij verweefde in sommige van zijn chōka elegie, eulogie (lofzang) en liefdesgedichten op magistrale wijze met elkaar.
Hiernaast schreef hij gedichten waarin hij gebeurtenissen vanuit zijn eigen leven verwerkte. Hierbij gebruikte hij brede natuurvergelijkingen en slaagde hij erin zijn verzen af en toe een epische dimensie te geven. 
Net zoals Ono no Komachi en Yamabe no Akahito is hij opgenomen in de Sanjūrokkasen.

### Ōtomo no Yakamochi (大伴 家持, ca. 718 – 5 oktober 785)
Ōtomo no Yakamochi was een Japanse politicus en dichter. Hij stamde af van de befaamde Ōtomoclan, die krijgers en bureaucraten waren aan het Yamatohof. Hij bekleedde onder andere de functie van chūnagon (中納言). In 756 raakte hij betrokken in een gefaald complot tegen de Fujiwaraclan (藤原氏), wat meteen het einde van zijn politieke carrière betekende. Omdat hij verbanning van de hoofdstad vreesde, deed  hij vanaf dat moment afstand van zijn achtergrond.
Zijn bijdrage aan de Manyōshū bestaat eruit dat hij het werk grotendeels samenstelde. Hiernaast vulde hij de bloemlezing aan met ongeveer vijfhonderd zelfgeschreven gedichten. Hij schreef niet alleen gedichten voor de Manyōshū, maar transcribeerde, herschreef en moderniseerde verschillende oudere gedichten en folklore. Hierbij lag zijn sterkte niet in lyriek of originaliteit, maar eerder in de verdere perfectionering van de natuurgedichten.

## Manyōgana (万葉仮名)
Het schrift waarin de Manyōshū geschreven is, wordt Manyōgana genoemd. Het is het schrift waaruit later de Japanse Kana-schriften ontstaan zijn. Een deel van de Kanji (Chinese karakters) worden gebruikt voor hun betekenis, maar het merendeel alleen voor hun klank. Het zijn dus in wezen fonetische tekens, afgeleid van de kanji (shakuon, 借音, “het geleende geluid”) in plaats van de betekenis (shakkun, 借訓, “de geleende betekenis”). Aangezien veel kanji dezelfde uitspraak gekregen hadden, hield dit in dat verschillende kanji eenzelfde klank konden uitdrukken. Met als gevolg dat de dichters zo gepaste nuances konden toevoegen aan hun woorden.